# Arcidiocesi di Canberra e Goulburn

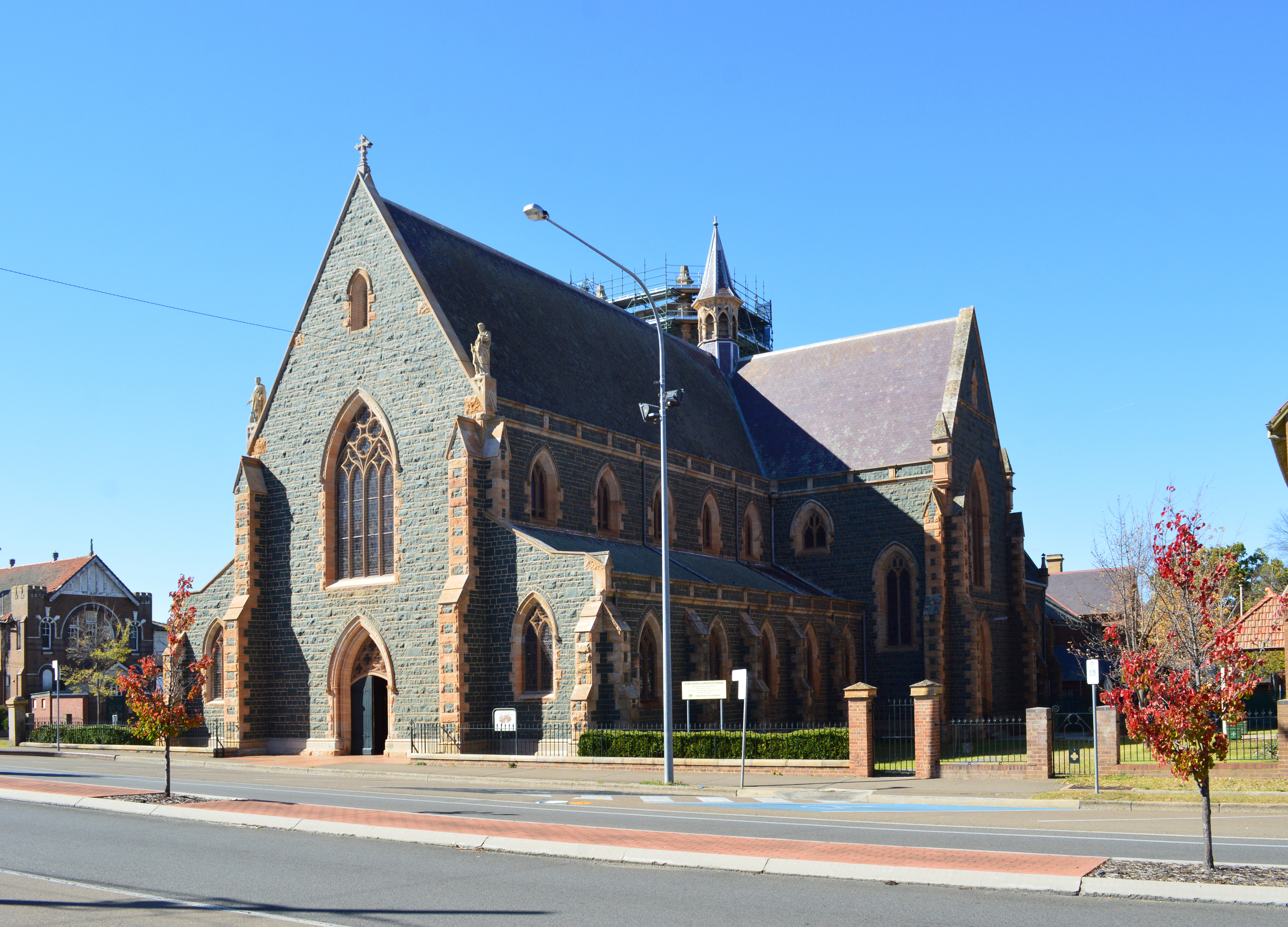
L'ex cattedrale di Goulburn.

L'arcidiocesi di Canberra e Goulburn  (in latino Archidioecesis Camberrensis-Gulburnensis) è una sede della Chiesa cattolica in Australia immediatamente soggetta alla Santa Sede. Nel 2023 contava 186.570 battezzati su 691.740 abitanti. È retta dall'arcivescovo Christopher Charles Prowse.

## Territorio
L'arcidiocesi comprende il territorio della capitale e una parte meridionale dello stato australiano del Nuovo Galles del Sud.
Sede arcivescovile è la città di Canberra, dove si trova la cattedrale di San Cristoforo. A Goulburn sorge l'ex cattedrale dei Santi Pietro e Paolo.
Il territorio è suddiviso in 57 parrocchie.

## Storia
La diocesi di Goulburn fu eretta il 28 novembre 1862 con il breve Ex debito di papa Pio IX, ricavandone il territorio dall'arcidiocesi di Sydney, di cui originariamente era suffraganea.
Il 28 luglio 1917 cedette una porzione del suo territorio a vantaggio dell'erezione della diocesi di Wagga Wagga. Nello stesso anno 1917, si è ingrandita con una porzione di territorio già appartenuta all'arcidiocesi di Sydney.
Il 5 febbraio 1948 per effetto della bolla An dioecesium di papa Pio XII la sede è stata trasferita da Goulburn a Canberra, la diocesi è stata elevata al rango di arcidiocesi con il nome di arcidiocesi di Canberra e Goulburn, immediatamente soggetta alla Santa Sede.
Il 15 novembre 1951 ha ceduto un'altra porzione di territorio a vantaggio dell'erezione della diocesi di Wollongong.
Il 5 febbraio 1973 la cattedrale è stata trasferita dalla chiesa dei Santi Pietro e Paolo di Goulburn alla chiesa di San Cristoforo a Canberra.

## Cronotassi dei vescovi
Si omettono i periodi di sede vacante non superiori ai 2 anni o non storicamente accertati.
- Patrick Bonaventure Geoghegan, O.F.M. † (10 marzo 1864 - 9 maggio 1864 deceduto)
  - Sede vacante (1864-1866)
- William Lanigan † (18 dicembre 1866 - 13 giugno 1900 deceduto)
- John Gallagher † (13 giugno 1900 succeduto - 26 novembre 1923 deceduto)
- John Barry † (1º marzo 1924 - 22 marzo 1938 deceduto)
- Terence Bernard McGuire † (14 giugno 1938 - 16 novembre 1953 dimesso[2])
- Eris Norman Michael O'Brien † (16 novembre 1953 succeduto - 20 novembre 1966 dimesso[3])
- Thomas Vincent Cahill † (13 aprile 1967 - 16 aprile 1978 deceduto)
- Edward Bede Clancy † (24 novembre 1978 - 12 febbraio 1983 nominato arcivescovo di Sydney)
- Francis Patrick Carroll † (25 giugno 1983 - 19 giugno 2006 ritirato)
- Mark Benedict Coleridge (19 giugno 2006 - 2 aprile 2012 nominato arcivescovo di Brisbane)
- Christopher Charles Prowse, dal 12 settembre 2013

## Statistiche
L'arcidiocesi nel 2023 su una popolazione di 691.740 persone contava 186.570 battezzati, corrispondenti al 27,0% del totale.
| anno | popolazione | popolazione | popolazione | presbiteri | presbiteri | presbiteri | presbiteri                | diaconi | religiosi | religiosi | parrocchie |
| anno | battezzati  | totale      | %           | numero     | secolari   | regolari   | battezzati per presbitero | diaconi | uomini    | donne     | parrocchie |
| ---- | ----------- | ----------- | ----------- | ---------- | ---------- | ---------- | ------------------------- | ------- | --------- | --------- | ---------- |
| 1950 | 43.500      | 167.471     | 26,0        | 105        | 85         | 20         | 414                       |         | 51        | 418       | 36         |
| 1958 | 60.211      | 209.981     | 28,7        | 124        | 100        | 24         | 485                       |         | 77        | 401       | 44         |
| 1966 | 78.820      | 286.082     | 27,6        | 176        | 115        | 61         | 447                       |         | 106       | 519       | 51         |
| 1968 | 85.000      | 310.000     | 27,4        | 174        | 110        | 64         | 488                       |         | 182       | 527       | 53         |
| 1980 | 142.000     | 440.000     | 32,3        | 134        | 94         | 40         | 1.059                     |         | 116       | 395       | 61         |
| 1990 | 137.500     | 479.200     | 28,7        | 118        | 81         | 37         | 1.165                     |         | 91        | 294       | 62         |
| 1999 | 158.000     | 546.000     | 28,9        | 131        | 89         | 42         | 1.206                     | 1       | 62        | 216       | 59         |
| 2000 | 158.500     | 571.000     | 27,8        | 123        | 83         | 40         | 1.288                     | 1       | 61        | 222       | 59         |
| 2001 | 159.600     | 596.000     | 26,8        | 140        | 98         | 42         | 1.140                     | 2       | 63        | 217       | 59         |
| 2002 | 162.000     | 547.040     | 29,6        | 128        | 98         | 30         | 1.265                     | 3       | 48        | 180       | 59         |
| 2003 | 161.000     | 552.000     | 29,2        | 124        | 97         | 27         | 1.298                     | 3       | 45        | 231       | 59         |
| 2004 | 160.700     | 551.400     | 29,1        | 119        | 94         | 25         | 1.350                     | 4       | 49        | 174       | 58         |
| 2006 | 159.670     | 569.000     | 28,1        | 120        | 96         | 24         | 1.330                     | 4       | 41        | 164       | 55         |
| 2013 | 162.790     | 604.078     | 26,9        | 124        | 80         | 44         | 1.312                     | 8       | 88        | 138       | 55         |
| 2016 | 170.900     | 633.000     | 27,0        | 96         | 80         | 16         | 1.780                     | 8       | 26        | 115       | 55         |
| 2019 | 178.360     | 660.600     | 27,0        | 96         | 77         | 19         | 1.857                     | 9       | 24        | 115       | 55         |
| 2021 | 183.540     | 680.500     | 27,0        | 82         | 63         | 19         | 2.238                     | 8       | 24        | 115       | 56         |
| 2023 | 186.570     | 691.740     | 27,0        | 72         | 54         | 18         | 2.591                     | 7       | 22        | 60        | 57         |